# Hotel Bauer Palazzo
Das Hotel Bauer Palazzo (auch Bauer Venezia) ist ein Fünf-Sterne-Deluxe Hotel am Canal Grande im Sestiere San Marco, unweit des Markusplatzes, in Venedig. Ursprünglich 1880 als Grand Hotel d’Italie Bauer-Grünwald eröffnet, besteht die Liegenschaft aus vier Gebäudekomplexen: einem venezianischen Palast aus dem 18. Jahrhundert und einem in den 1940er Jahren errichteten Zubau. Das Hotel gehört zu den The Leading Hotels of the World.

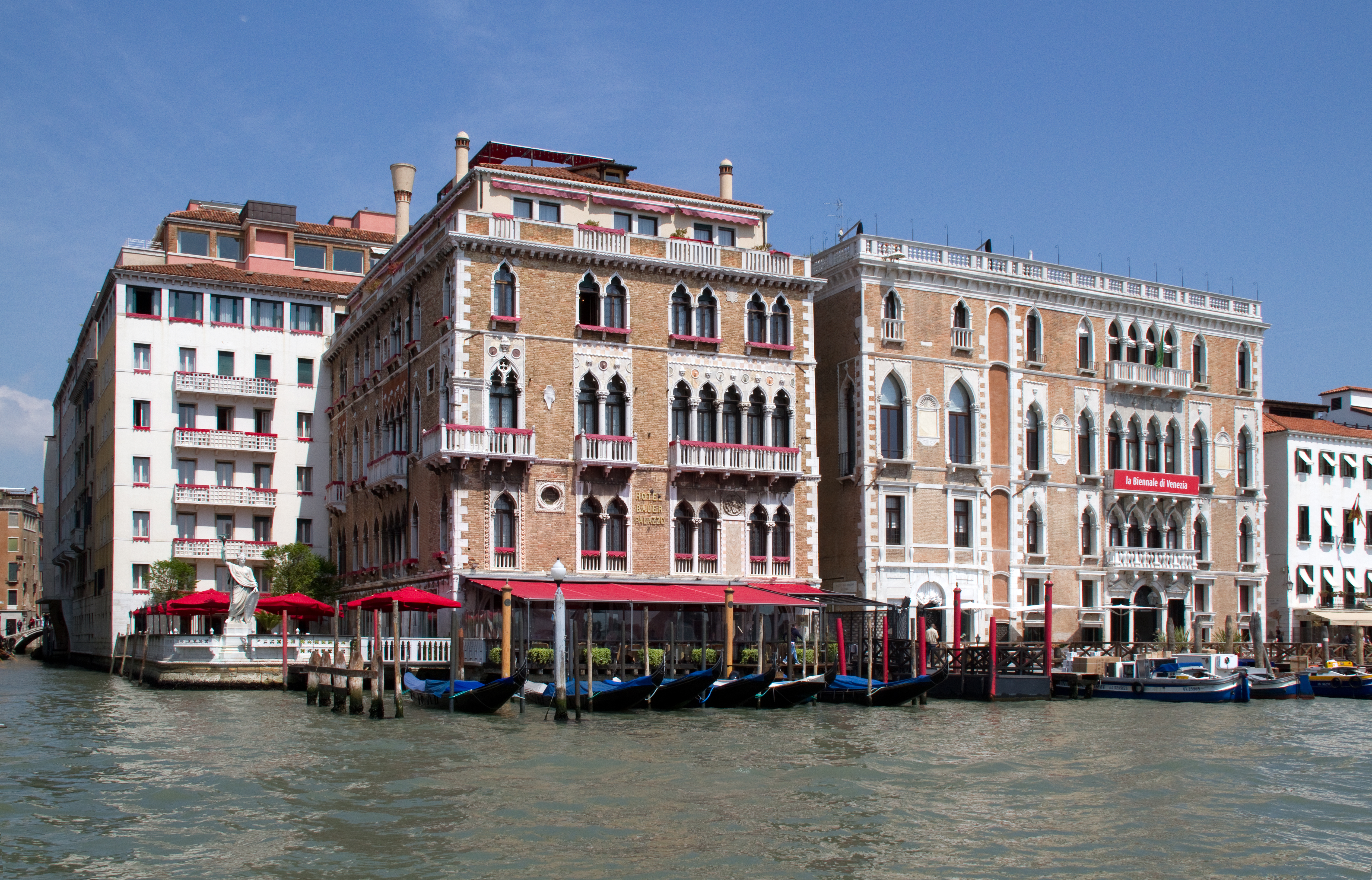
Hotel Bauer Palazzo vom Canal Grande aus gesehen

## Geschichte

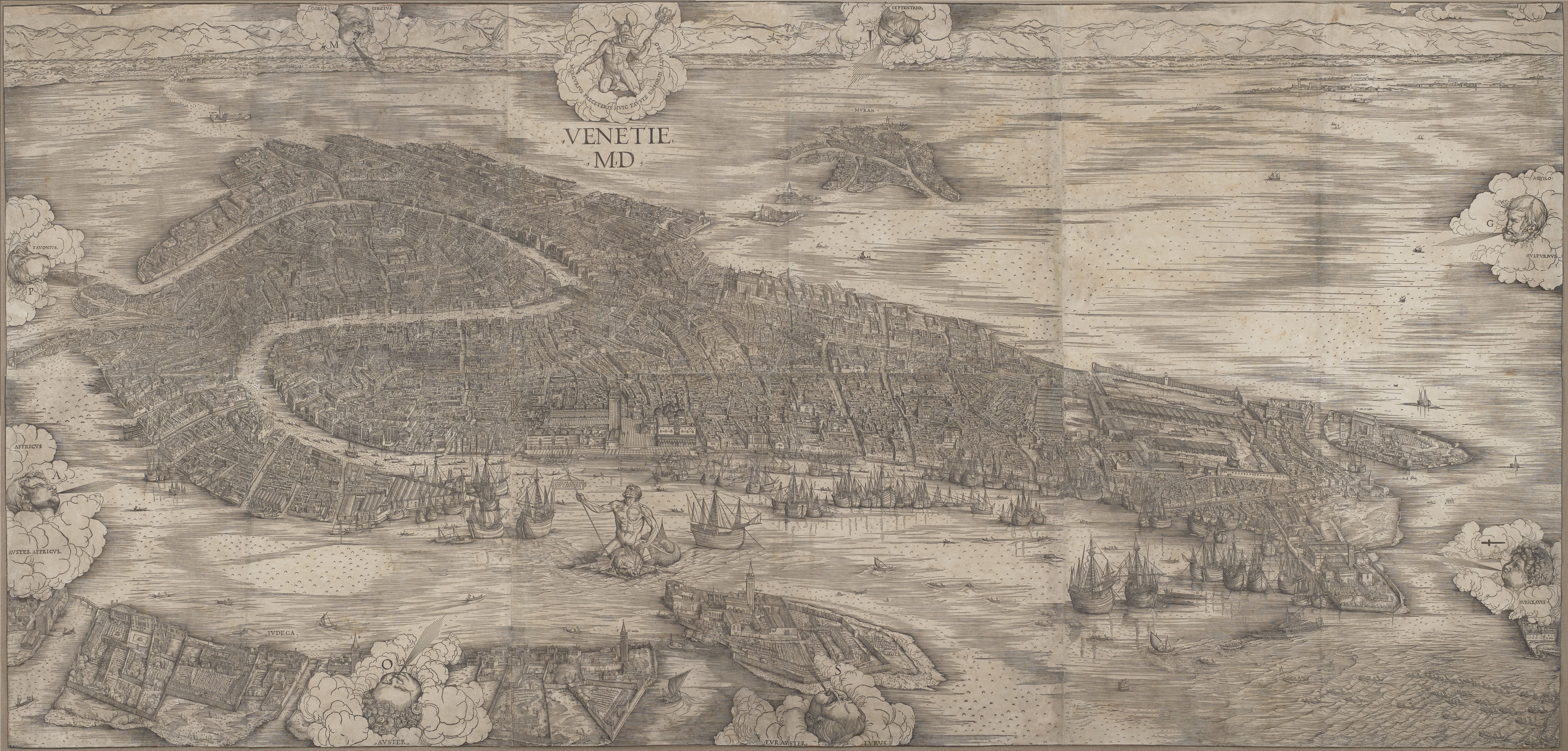
Historische Ansicht von Venedig – Gebäude ersichtlich am südlichen Ende des Canal Grande

Der Gebäudekomplex, in dem sich heute das Hotel Bauer befindet, ist schon auf der Karte von Jacopo de’ Barbari aus dem Jahr 1500 ersichtlich.
Der Start der Hotelgeschichte geht auf das Jahr 1880 zurück. Aus der Partnerschaft zwischen dem Hoteldirektor Bauer und dem eingeheirateten Österreicher Grünwald ging die Ersteröffnung und der Name Bauer-Grünwald hervor. 1898 wurde der venezianische Architekt Giovanni Sardi mit der Erweiterung des Hotels beauftragt. Dieser zeichnete auch für das 1907 errichtete Grand Hotel Excelsior verantwortlich. Sardi selbst gilt als ein bedeutender Vertreter des spätmittelalterlichen Manierismus. Das Gebäude des Hotels Bauer gilt bis heute als Beispiel für den architektonischen Stil am Ende des 19. Jahrhunderts. Bei dieser Erweiterung und Umgestaltung wurden Fassadenreste eines Fabrikgebäudes im gotischen Stil in die Hotelarchitektur einbezogen. Im Jahr 1901 wurden die Bauarbeiten abgeschlossen und das Palazzo Bauer wurde eröffnet. Nach dem Tod Grünwalds führten dessen Erben das Hotel Bauer bis zum Jahr 1930 weiter.
Im Jahr 1930 erfolgte der erste Eigentümerwechsel. Arnaldo Bennati, ein Schiffbauer aus Ligurien, übernahm den Hotelbetrieb und nahm die erste Generalsanierung vor. Der Beginn der Sanierungsarbeiten wird auf 1930 datiert und der Abschluss fand im Jahr 1940 statt. Diese Arbeiten umfassten die detailgetreue und vollständige Instandsetzung des Palazzos aus dem 18. Jahrhundert, das mit einer originalen Fassade aus dem 17. Jahrhundert im gotisch-byzantinischen Stil versehen wurde, sowie den Zubau eines komplett neuen Flügels auf dem Campo San Moisè in zeitgenössischem Stil. Im Inneren des Hotels wurden elegante Salons eingerichtet, ausgestattet mit Ledergarnituren in warmen Farben, die Wände mit klassischen venezianischen Rokoko-Motiven reich dekoriert. Zu den größten Neuerungen zählte die Errichtung der Dachterrasse‚ Settimo Cielo in der siebten Etage, die bis heute eine der höchstgelegenen Dachterrassen Venedigs darstellt und als eine der Bars des Objekts genutzt wird. Unüblich für die Zeit war die Installation einer Klimaanlage und einer Zentralheizung.
Im Jahr 1999 wurde Francesca Bortolotto Possati, die Enkelin von Arnaldo Bennati, Geschäftsführerin des Hotels. Rund um die Jahrtausendwende erfolgte eine Generalsanierung des Hauses. Seit der Fertigstellung Ende 1999 präsentiert sich das Bauer als ein Haus, dem zwei einzigartige Persönlichkeiten innewohnen: das Bauer, ein 5-Sterne-Deluxe-Hotel im modernen Flügel, und Il Palazzo, ein opulentes Boutique-Hotel im Palazzo aus dem 18. Jahrhundert.
Im Juni 2019 wurde das Hotel von der Familie Bortolotti Possati an den US-Fonds Elliott des Unternehmers Paul Singer verkauft. Um den Übergang zu leiten, hat das Bauer Vincenzo Finizzola, einen der herausragendsten Hoteliers Italiens, als neuen Generaldirektor und neues Verwaltungsratsmitglied bestellt. 1992 gelang Finizzola die erfolgreiche Expansion von Four Seasons in Europa mit der Eröffnung eines Standorts in Mailand, den er anschließend bis 2015 als Generaldirektor leitete und der zum Maßstab für Fünf-Sterne-Luxus in Italien wurde.
Bereits ein knappes Jahr später, am 29. Mai 2020, wurde das Hotel erneut verkauft. Neuer Eigentümer ist die Signa Prime Selection AG, ein Unternehmen aus der Signa Holding. Der Wert des historischen Grand Hotels wird auf rund 400 Millionen Euro geschätzt, über den Kaufpreis wurde allerdings Stillschweigen vereinbart. Im Signa-Portfolio finden sich bereits Luxushotels wie das Park Hyatt in der Wiener Innenstadt, das Chalet N in Lech und das Villa Eden Luxury Resort am Westufer des Gardasees.
Im November 2022 wurde das Hotel wegen umfassender Restaurierungsarbeiten geschlossen. Die Wiedereröffnung ist laut der Betreibergesellschaft Rosewood Hotels & Resorts für 2025 geplant.

## Ausstattung
Das Hotel selbst umfasste vor der Restaurierung 191 Zimmer. Daran angeschlossen waren weitere 19 Zimmer im Casa Nova. Somit kam das Objekt auf eine Gesamtzimmeranzahl von 210. Im Hotel befanden sich zudem ein Fitness-Center, ein Festsaal für 160 Personen und mehrere Bars.